# Dicrostonyx vinogradovi
Dicrostonyx vinogradovi är en däggdjursart som beskrevs av Sergej Ognew 1948. Dicrostonyx vinogradovi ingår i släktet halsbandslämlar, och familjen hamsterartade gnagare. IUCN kategoriserar arten globalt som otillräckligt studerad. Inga underarter finns listade.
Denna halsbandslämmel förekommer endemisk på Wrangelön. Arten gräver under sommaren underjordiska tunnelsystem som den ofta delar med Lemmus portenkoi. Födan utgörs av grönt gräs, grödor och andra växtdelar. Dicrostonyx vinogradovi skapar ett förråd för vintern som kan väga 10 kg.
Honor har 6 till 8 kullar fördelad över hela året. Hon föder 3 till 4 ungar per kull på vintern och cirka 2 ungar fler på sommaren.